# Николаевка (Кобелякский район)
Николаевка (укр. Миколаївка) — село,
Бродщинский сельский совет,
Кобелякский район,
Полтавская область,
Украина.
Код КОАТУУ — 5321880403. Население по переписи 2001 года составляло 124 человека.

## Географическое положение
Село Николаевка находится на краю большого болота на расстоянии в 1,5 км от сёл Литвины и Бродщина.
Рядом проходит автомобильная дорога Р-52.